# Prisma
Prisma是利用神经网络和人工智能技术，为普通照片加入艺术效果的照片编辑软件。软件由阿列克谢·莫伊辛恩科夫（Alexey Moiseenkov）创建，于2016年6月作为免费移动应用程序上线。上线首周，该应用受到推崇，截至2016年7月已被下载750万次，收获100万活跃用户。应用最初透过苹果App Store在iOS上首次亮相，成为俄罗斯及其邻国App Store的领衔应用程序。2016年7月9日，开发者发布应用的安卓测试版，数小时后因用户反馈而被开发者关闭，之后于2016年7月24日在Google Play公开发行。
2016年7月，开发者宣称软件的视频和虚拟现实版目前正在开发中。

## 历史
程序由总部设在莫斯科的Prisma实验室创始人阿列克谢·莫伊辛恩科夫创建。莫伊辛恩科夫曾供职于Mail.ru，后来他辞职，将时间花在开发程序上。他说，开发该程序只用了一个半月，团队并未做过任何宣传程序的工作。

## 功能
用户上传图片，选择图中滤镜为图片转换艺术效果。上线时，程序提供了20种不同的滤镜，滤镜每天都会新增。莫伊辛恩科夫指出，到七月底，程序的滤镜将达40款。
图片渲染由Prisma实验室服务器负责。为增加艺术特效，软件采用了神经网络和人工智能。结果将传回用户的电话。不像其他照片编辑应用程序，Prisma分层渲染并重建图像，而非在图像中插入一个图层。

## 发行
iOS App Store发行首周后，程序被下载750多万次，活跃用户超100万，成为俄罗斯及其领国的最热门应用。截至2016年7月，全球已有150万活跃用户的1250万台设备安装了该应用。App Annie表示，程序位列77个国家的App Store的前十位。Android版首发当天，程序获得170万次下载，处理图片5000万张。